# Agrochola acta
Agrochola acta là một loài bướm đêm trong họ Noctuidae.